# Torsvi socken
Torsvi socken i Uppland ingick i Trögds härad, ingår sedan 1971 i Enköpings kommun och motsvarar från 2016 Torsvi distrikt.
Socknens areal är 16,42 kvadratkilometer, allt land. År 2000 fanns här 108 invånare. Torsvi gård samt sockenkyrkan Torsvi kyrka ligger i socknen.  

## Administrativ historik
Torsvi socken har medeltida ursprung.
Vid kommunreformen 1862 övergick socknens ansvar för de kyrkliga frågorna till Torsvi församling och för de borgerliga frågorna bildades Torsvi landskommun. Landskommunen uppgick 1952 i Södra Trögds landskommun som 1971 uppgick i Enköpings kommun. Församlingen uppgick 2006 i Veckholms församling.
1 januari 2016 inrättades distriktet Torsvi, med samma omfattning som församlingen hade 1999/2000.  
Socknen har tillhört län, fögderier, tingslag och domsagor enligt vad som beskrivs i artikeln Trögds härad. De indelta soldaterna tillhörde Upplands regemente, Enköpings kompani och Livregementets dragonkår, Sigtuna skvadron.

## Geografi
Torsvi socken ligger sydost om Enköping och omfattar en halvö och några öar och holmar vid Grönsöfjärden. Socknen är en kuperad skogsbygd med inslag av odlingsbygd. Längst söderut på halvön ligger Brandholmssund.

### Torsvi gård
Invid kyrkan ligger Torsvi gård. Det är en herrgård, vars huvudbyggnad är av trä. Den har brutet tak och är troligen från 1600-talets senare del. Den byggdes om under 1700-talet. Gården ägdes under 1500-talet av kronan. Numera ägs herrgården av släkten Hermelin.

## Fornlämningar
Från järnåldern finns nio gravfält och en fornborg.  Det finns dessutom en bildsten.

## Namnet
Namnet skrevs 1344 Thorswi innehåller gudanamnet Tor och vi, 'helig plats, kultplats'.